# Інститут клінічної та експериментальної медицини
Інститут клінічної та експериментальної медицини (Чеською: Institut klinické a experimentální medicíny – IKEM) — чеський медичний заклад, розташований у м. Прага, спеціалізується в галузях кардіології та кардіохірургії в лікуванні серцево-судинних захворювань, трансплантації органів, а також діабетології, нефрології та лікуванні метаболічних розладів. Інститут розташований на вулиці Vídeňská 1958/9 у Празі 4 . Керується Міністерством охорони здоров'я Чеської Республіки.
Станом на 2021 рік він складається з чотирьох спеціалізованих центрів – кардіоцентру, діабетичного центру, центру трансплантації та центру експериментальної медицини. Кожен центр очолює його керівник, якому підпорядковані керівники окремих клінік. Інститут налічує 8 кафедр, 15 спеціалізованих відділень, ряд інших робочих місць і лабораторій. Тут працює 2368 співробітників із них 396 лікарів та 768 медсестер. Інститут містить 315 ліжок для пацієнтів, з них 83 – у відділеннях інтенсивної терапії. 

## Історія
Попередником ІКЕМ був Дослідницький центр експериментальної терапії, яких був скасований в середині 70-х. IKEM було засновано в 1971 р. інтеграцією шести раніше незалежних наукових установ на території Томаєрової лікарні: Інституту клінічної та експериментальної хірургії, Інституту серцево-судинних захворювань, Інституту дослідження харчування населення, Дослідного інституту експериментальної терапії, Дослідного інституту використання радіоізотопів в медицині та Дослідного інституту електроніки та моделювання в медицині.
30 листопада 2017 року лікарі IKEM вперше в Чехії та третіми у світі трансплантували пацієнту повністю штучне серце.  У 2019 році IKEM був найбільшим трансплантологічним центром в Європі, де буду трансплантовано 540 органів 486 людям.  На інститут припадає близько 70% усіх трансплантацій Чехії.
Головою інституту з жовтня 2011 року по грудень 2018 року був лікар-кардіолог Алеш Герман. Після, директором був економіст Міхал Штіборек, який пішов у відставку 18 серпня 2023 року через справу по кредитному бізнесу, яким він керував. Його тимчасово заміняв його законний представник, кардіохірург Їржі Малий.  Після оприлюднення інформації про те, що окрім Штіборка його також розслідує поліція,  міністр охорони здоров’я Властіміл Валек 1 вересня 2023 року тимчасово доручив управління лікарнею старшій директорці відділу економіки та медичного страхування міністерства та колишній директорці Університетської лікарні Мотол Гелені Рьогнеровій.